# Clan (rete televisiva)
Clan è una rete televisiva spagnola dedicata ai ragazzi, appartenente a TVE. Nata nel 2005, per alcuni mesi ha condiviso il palinsesto con l'evento televisivo TVE 50 Años dedicato all'anniversario della tv pubblica spagnola. Il canale è disponibile gratuitamente sul digitale terrestre (conosciuto in Spagna come TDT) e su Digital+. Benché il canale concentri il proprio palinsesto su programmi dedicati ai bambini al di sotto dei dodici anni, tra i quali spicca l'autoproduzione Lunnis (trasmessa anche all'estero), durante le ore serali o notturne vengono trasmessi anche programmi dedicati agli adolescenti, come la serie televisiva Dawson's Creek o Smallville. 
Dal 31 ottobre 2017, insieme a La 2, inizia a trasmettere anche in alta definizione.